# Heusden (Niederlande)
Heusden (anhörenⓘ) ist eine Gemeinde in der Provinz Noord-Brabant in den Niederlanden.
In der Gemeinde liegen das alte Festungstädtchen Heusden an der Maas, die Dörfer Vlijmen, Drunen, Haarsteeg, Nieuwkuijk und Elshout, und noch einige kleine Ortschaften. Die Gemeindeverwaltung ist nicht zentralisiert. Die meisten Beamten haben ihr Büro in Vlijmen, einige in Drunen.

## Lage und Wirtschaft
Die Gemeinde bildet etwa ein Dreieck zwischen Waalwijk, der Maas und der Provinzhauptstadt ’s-Hertogenbosch. Der nördliche Teil ist eine Polderlandschaft, der Teil südlich der Autobahn Waalwijk–Herzogenbusch besteht aus Wald, Heide und Sand. Die nächste Eisenbahnstation ist Den Bosch (’s-Hertogenbosch), von wo aus regelmäßige Busverbindungen in die Gemeinde bestehen.
Vlijmen und Drunen haben einige Metall verarbeitende Fabriken. So z. B. die von Max Lips gegründete Propellerfabrik, die inzwischen vom finnischen Wärtsilä-Konzern übernommen wurde. Um Heusden gibt es bedeutende Landwirtschaft. Viele Bewohner  der Gemeinde Heusden sind  Pendler, die in Den Bosch  arbeiten. Am wichtigsten für diese Orte ist aber der Tourismus.
Von 1911 bis 1954 war die Schiffswerft De Haan & Oerlemans in der Festungsstadt Heusden tätig.

## Geschichte

Karte von Heusden (um 1700)

Wie auch Willemstad, Klundert (Gem. Moerdijk) und Geertruidenberg, gehörte das im 13. Jahrhundert entstandene Heusden ursprünglich zur Grafschaft Holland. Im Achtzigjährigen Krieg (1568–1648) wurde auch Heusden zu einer Grenzfestung gegen die Spanier ausgebaut. Im Jahr 1649 zeichnete der Kartograf Joan Blaeu einen Plan der Stadt. Die Festungswerke wurden 1821 geschleift, aber in den 1970er und 1980er Jahren anhand der Blaeuschen Karte rekonstruiert.
Heusden hatte im Zweiten Weltkrieg viel zu leiden. Als die deutschen Besatzungstruppen im Herbst 1944 den Ort vor den Alliierten räumen mussten, sprengten sie das alte Rathaus, in das sich viele Bürger der Stadt wegen der Beschießungen zurückgezogen hatten. Dabei kamen 134 Menschen ums Leben. Das Rathaus ist nie wieder aufgebaut worden.
Im harten Winter 1944/45 (in einigen Teilen der Niederlande herrschte Hunger) war einige Zeit die Maas die Frontlinie. Bis Mitte November lag bei Vlijmen das kanadische Lincoln and Welland Regiment, um das Südufer der Maas zu bewachen. Die Alliierten befürchteten einen Angriff der Deutschen Richtung Hafen Antwerpen.
Elshout ist ein altes Bauerndorf. In der Kirche befindet sich ein Madonnenbild, das als wundertätig gilt und schon seit dem Ende des 13. Jahrhunderts jedes Jahr im Mai viele Pilger aus ganz Brabant anzieht.
Drunen und Vlijmen gehörten bis zum 19. Jahrhundert zur Region Langstraat, die für ihre Leder- und Schuhindustrie bekannt war. Inzwischen haben andere Wirtschaftszweige diese seit langem nicht mehr konkurrenzfähigen Betriebe ersetzt.

## Sehenswürdigkeiten
Das kunstvoll restaurierte Heusden mit den Bastionen, der Innenstadt mit sorgfältig restaurierten alten Häuschen, Windmühlen usw. wirkt wie ein Freilichtmuseum, ist aber doch ein echtes Städtchen. Es hat auch einen großen Jachthafen.
Der Naturpark „Loonse en Drunense Duinen“ ist für Holland einzigartig wegen der wüstenähnlichen Sanddünen.
Der vielbesuchte Freizeitpark „Land van Ooit“ vermittelte eine Märchenwelt mit Schlossrittern, Riesen, Jungfrauen usw. Ende 2007 mussten die Betreiber Konkurs anmelden. Die Gemeinde versuchte im Jahr 2008 neue Interessenten für das Gelände zu finden. Anfang März 2008 fand die Zwangsversteigerung der Konkursmasse statt. Die übergroße Skulptur des Riesen Dan ist seit 2009 das Maskottchen des Freizeitparks „Mini Mundi“ in Middelburg in der Provinz Zeeland.

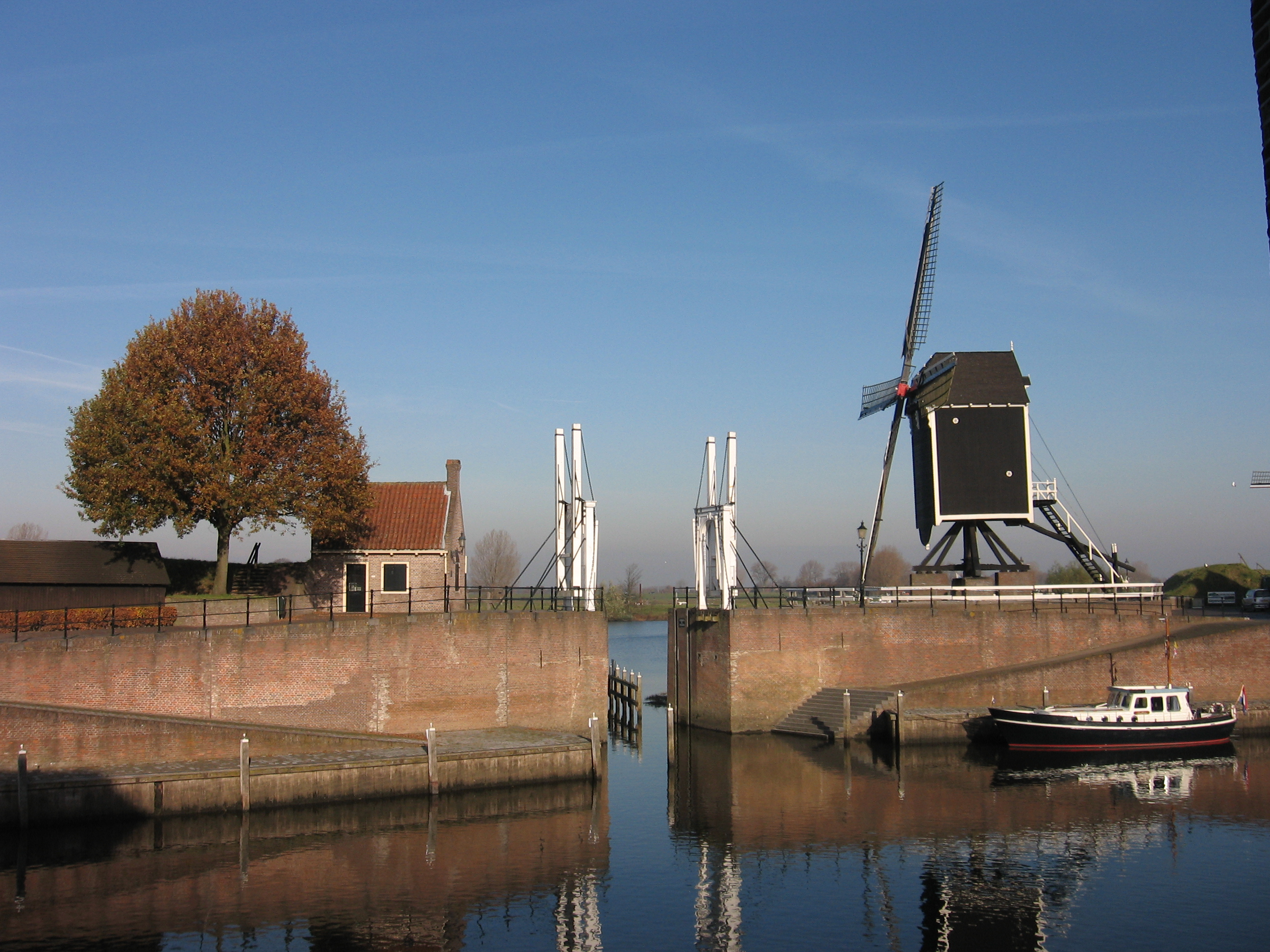
Heusden an der Maas
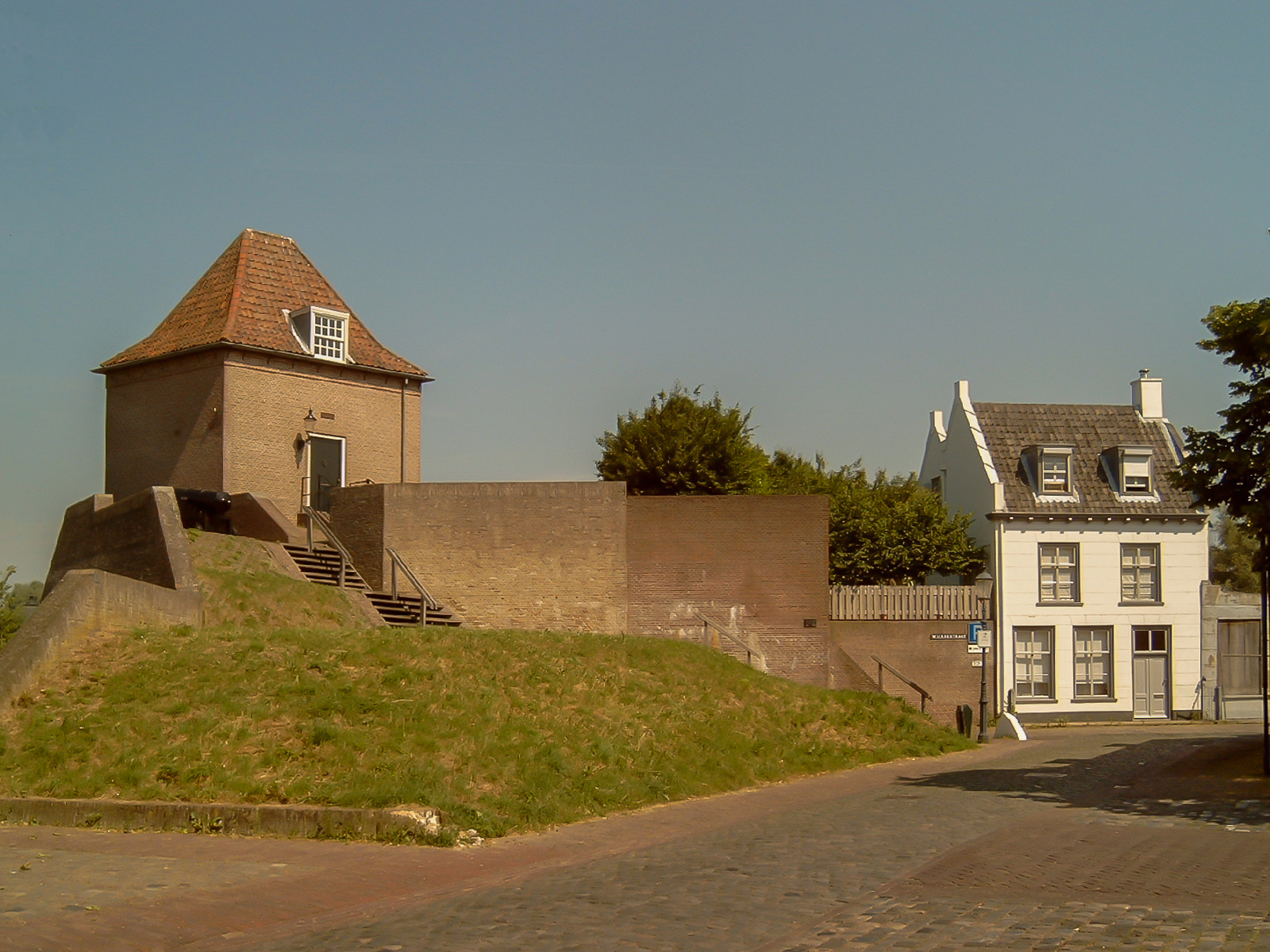
Heusden, Tor
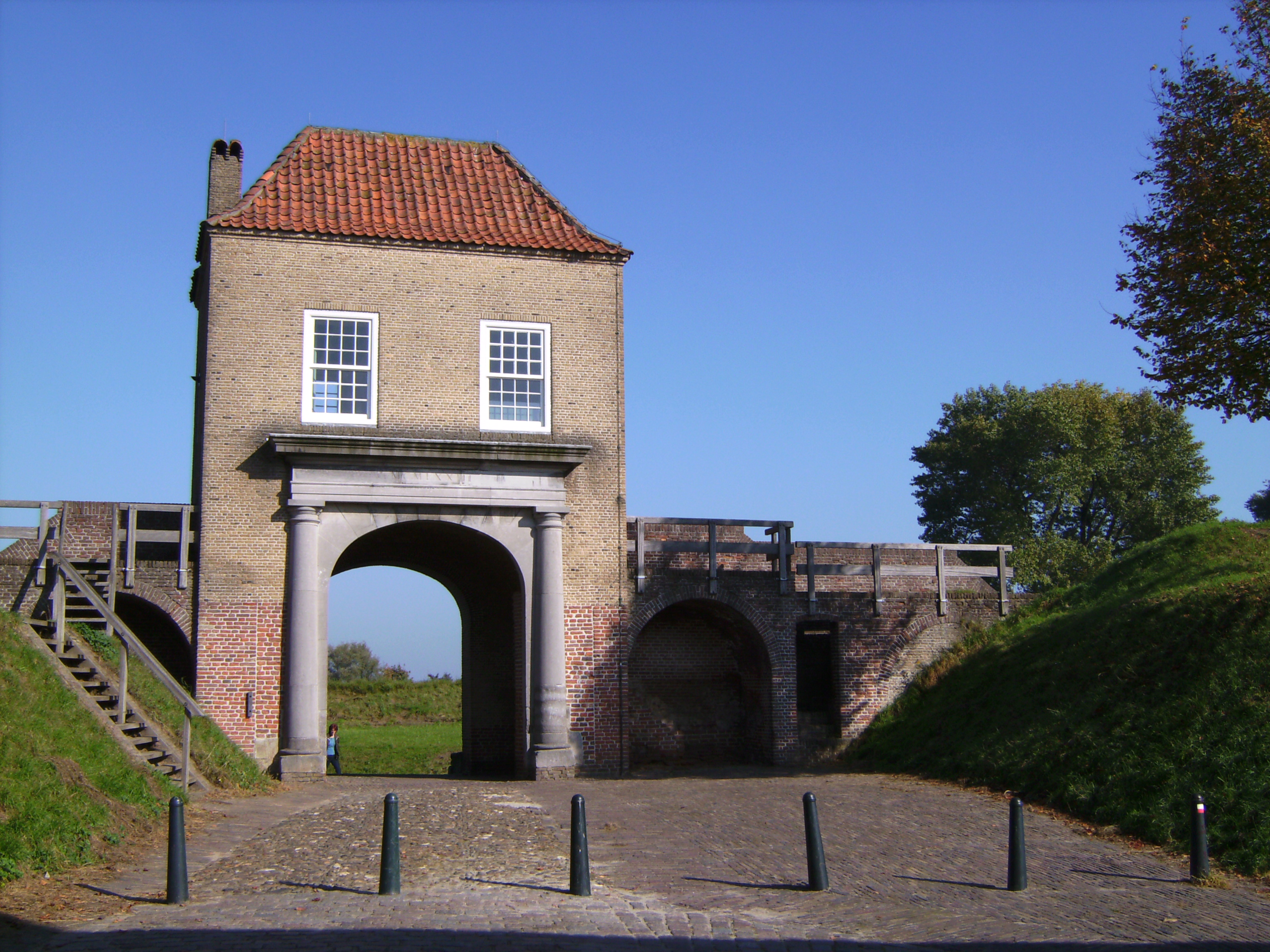
Heusden, Tor: de Veerpoort
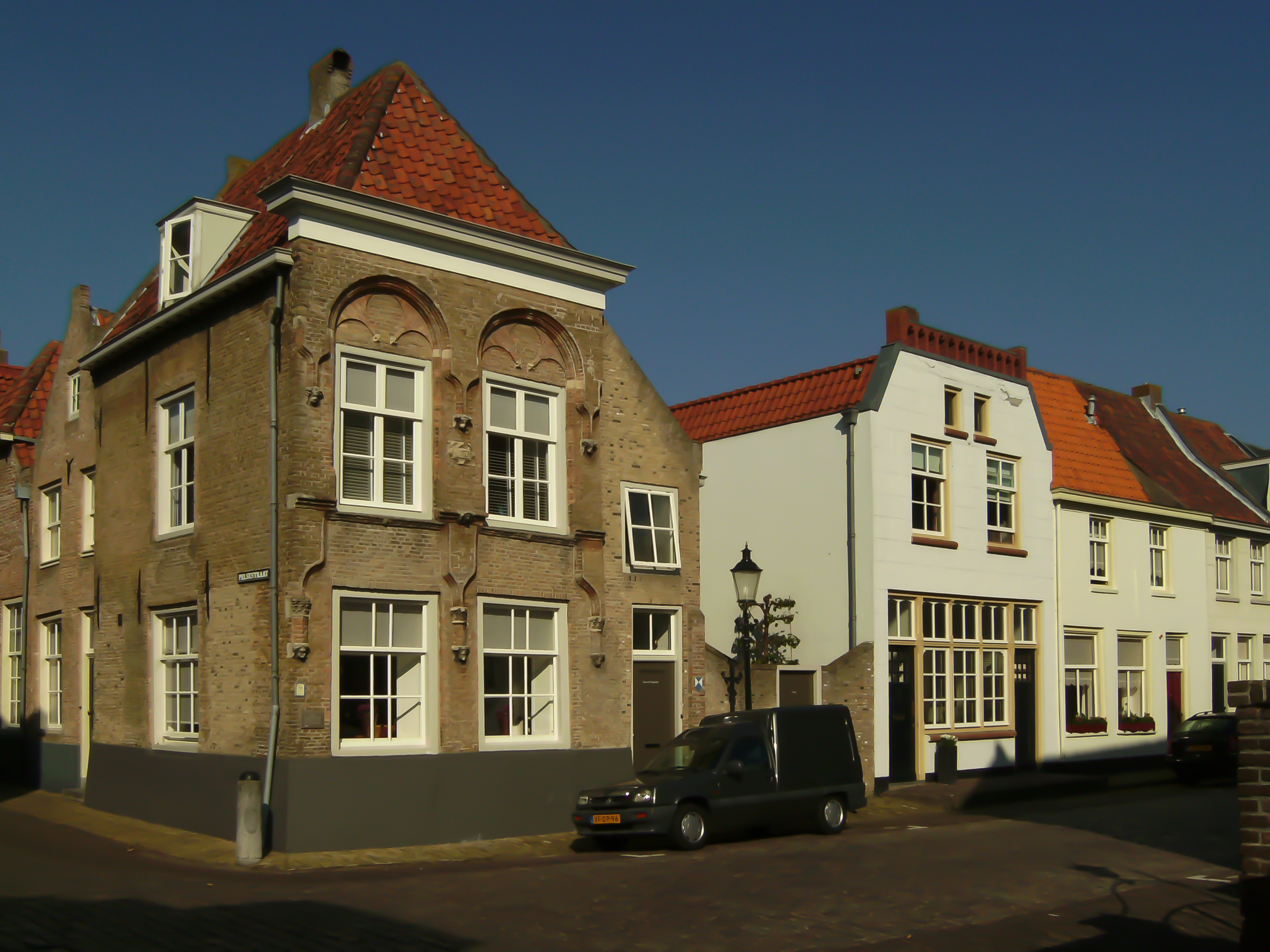
Heusden, Häuser in der Festung
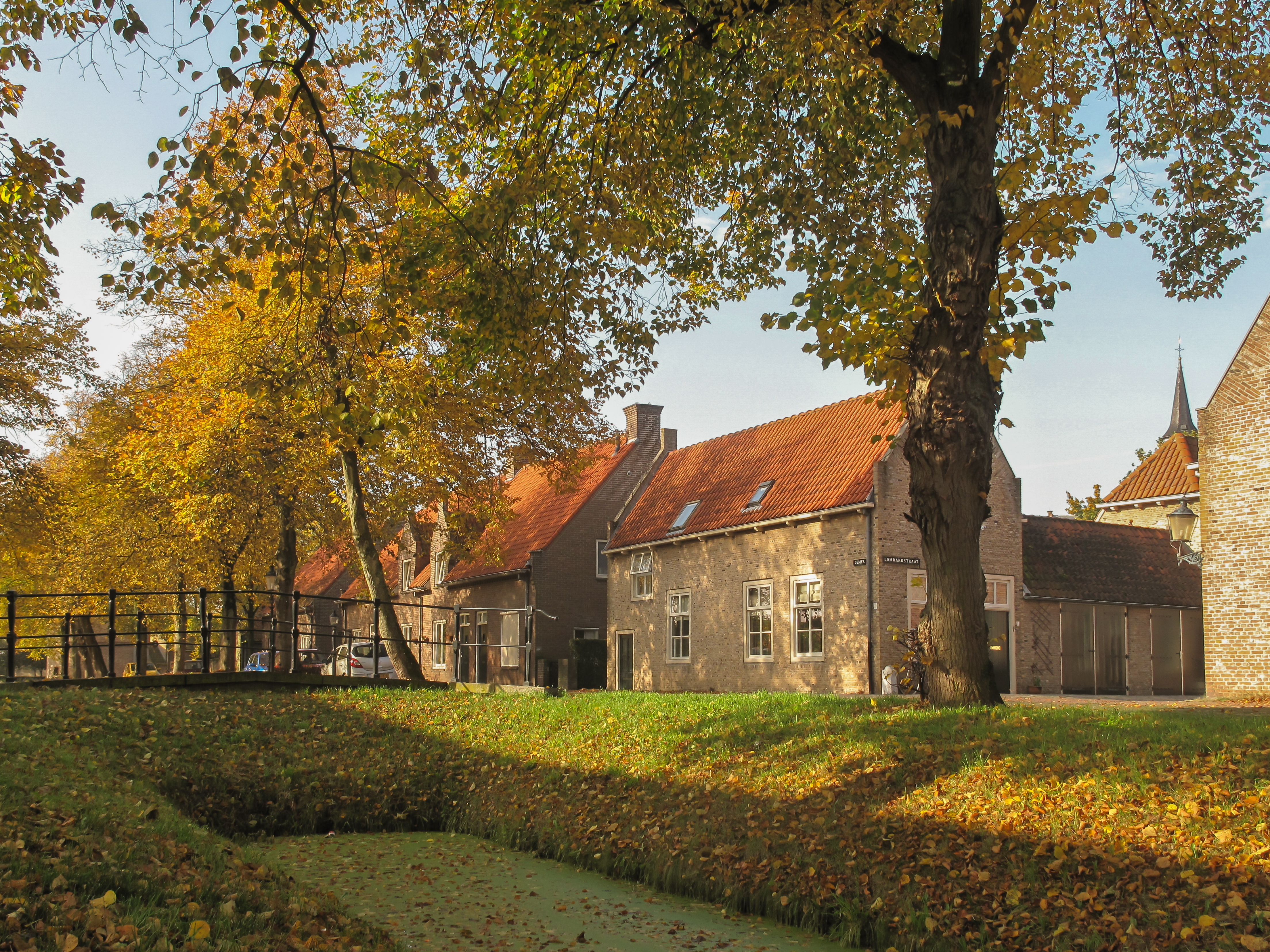
Heusden, Straße: de Lombardstraat-Demer
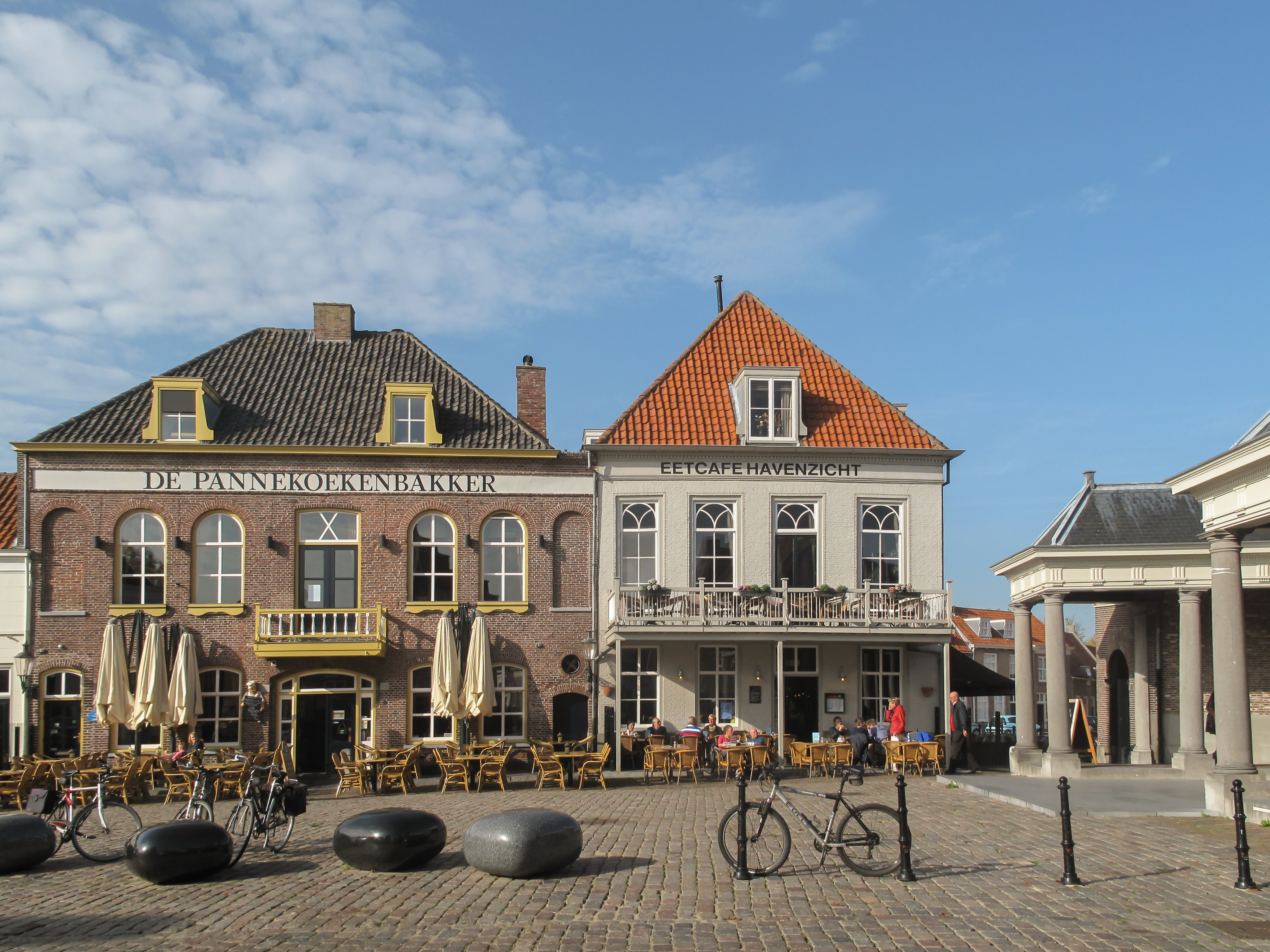
Heusden, Häuser in der Festung
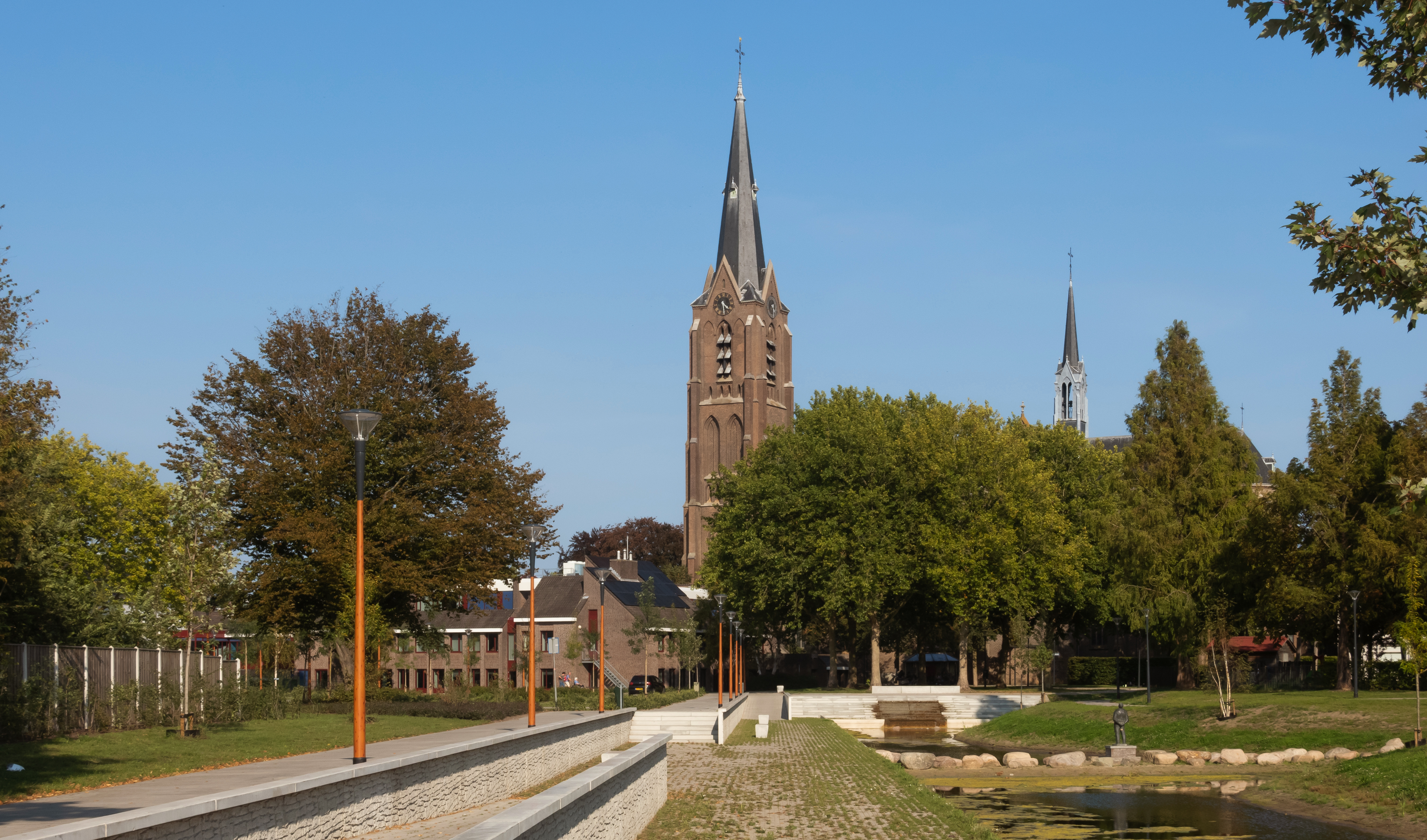
Vlijmen, Kirche: the Sint Jan Geboortekerk
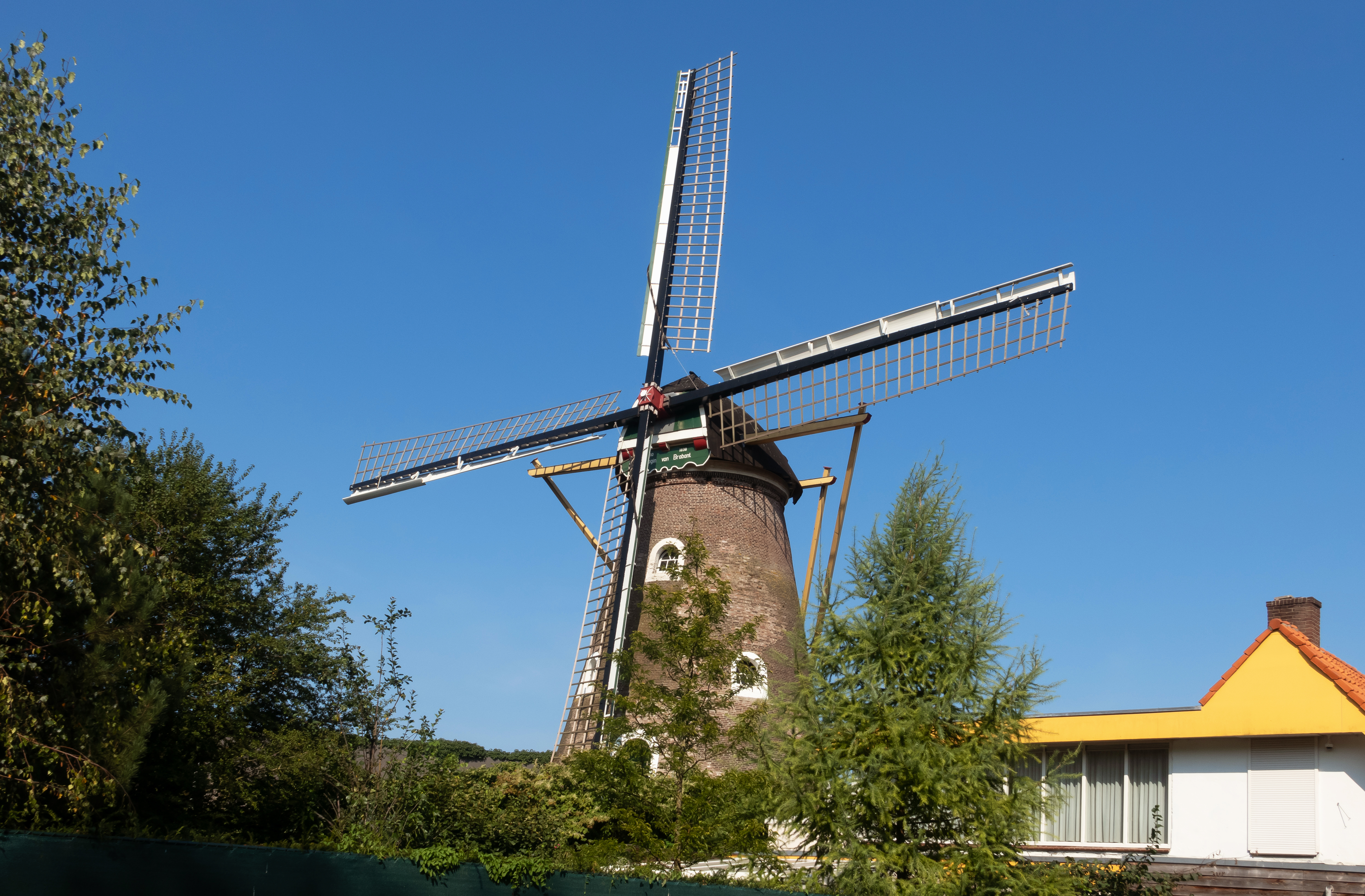
Drunen, Mühle: korenmolen de Hertogin van Brabant

## Politik
Die Democratische Midden Partij Heusden gewann die letzte Kommunalwahl im Jahr 2022 mit mehr als einem Fünftel der Stimmen. In der Legislaturperiode 2018–2022 bildete sie eine Koalition mit den Gemeentebelangen Heusden, Heusden één und der VVD.

### Gemeinderat
Der Gemeinderat wird seit 1982 folgendermaßen gebildet:
| Partei                              | Sitze a | Sitze a | Sitze a | Sitze a | Sitze a | Sitze a | Sitze a | Sitze a | Sitze a | Sitze a | Sitze a | Sitze a |
| Partei                              | 1982    | 1986    | 1990    | 1994    | 1996 b  | 1999    | 2002    | 2006    | 2010    | 2014    | 2018    | 2022    |
| ----------------------------------- | ------- | ------- | ------- | ------- | ------- | ------- | ------- | ------- | ------- | ------- | ------- | ------- |
| Democratische Midden Partij Heusden | –       | –       | –       | –       | 2       | 3       | 2       | 2       | 4       | 5       | 7       | 7       |
| Gemeentebelangen Heusden            | 5       | 5       | 5       | 6       | 12      | 5       | 7       | 5       | 6       | 6       | 5       | 6       |
| Heusden één c                       | –       | –       | –       | –       | 4       | 8       | 7       | 8       | 7       | 3       | 3       | 4       |
| Heusden Transparant                 | –       | –       | –       | –       | –       | –       | –       | –       | –       | 3       | 4       | 3       |
| VVD                                 | –       | –       | –       | –       | 2       | 3       | 2       | 2       | 3       | 3       | 3       | 3       |
| GroenLinks                          | –       | –       | –       | –       | –       | –       | 1       | 1       | 1       | –       | 1       | 2       |
| PvdA                                | 1       | 2       | 2       | 2       | 2       | 2       | 2       | 4       | 2       | 2       | 1       | 2       |
| D66                                 | –       | –       | –       | –       | 1       | 1       | 2       | 0       | 1       | 2       | 1       | 1       |
| CDA                                 | 3       | 2       | 2       | 3       | 4       | 3       | 3       | 3       | 3       | 3       | 2       | 2       |
| Heusden Verbindt d                  | –       | –       | –       | –       | –       | –       | –       | –       | –       | –       | –       | 1       |
| Democraten Drunen Elshout 2002      | –       | –       | –       | –       | –       | 1       | 2       | 2       | –       | –       | –       | –       |
| Heusdens Initiatief                 | –       | –       | –       | –       | –       | 1       | 1       | –       | –       | –       | –       | –       |
| Protestantse Kiesvereniging         | 2       | 2       | 2       | 2       | –       | –       | –       | –       | –       | –       | –       | –       |
| Gesamt                              | 11      | 11      | 11      | 13      | 27      | 27      | 27      | 27      | 27      | 27      | 27      | 29      |

Anmerkungen

### College van B&W
Die Koalitionsparteien CDA, D66, GroenLinks, Rosmalens Belang und VVD werden durch jeweils einen Beigeordneten im College van burgemeester en wethouders vertreten. Folgende Personen gehören zum Kollegium und haben folgende Ressorts inne:
| Funktion         | Name               | Partei                              | Ressort | Anmerkung                          |
| ---------------- | ------------------ | ----------------------------------- | --- | ---------------------------------- |
| Bürgermeisterin  | Willemijn van Hees | VVD                                 | Verwaltungsangelegenheiten, öffentliche Ordnung und Sicherheit, interkommunale Kontakte, Vollstreckung, Kabinettsangelegenheiten, Kommunikation | seit dem 12. November 2018 im Amt  |
| Beigeordnete     | Kees van Bokhoven  | Democratische Midden Partij Heusden | öffentlicher Raum, Transport und Verkehr, Wasser, Sport, Flächennutzungspläne, Umweltgenehmigungen, kommunale Gebäude, Denkmäler und Erbgut, Wohnwagenfragen, Projekt De Grassen, Viertel Elshout, Braken-West, Braken-Oost, Hedikhuizen, Buitengebied                                                | Stellvertreter der Bürgermeisterin |
| Beigeordnete     | Peter van Steen    | Gemeentebelangen Heusden            | Gesundheit und Bewegung, Unterstützung und Pflege, Armut, Jugend, Bildung, Alten, Kunst und Kultur, öffentliche Dienstleistung, Informationsversorgung, Projekte Kulturzentrum De Voorste Venne und Dillenburg, Viertel Drunen-Centrum, Venne-West, Vesting Heusden, Heesbeen                         | –                                  |
| Beigeordnete     | Thom Blankers      | VVD                                 | Wirtschaftswesen, Arbeitsmarkt, Arbeit und Einkommen, Erholung und Tourismus, Grundpolitik, Statusträger/Flüchtlinge, Personal und Organisation, Einkauf, Projekt Metal Valley, Viertel Vlijmen-Dorp, Vlijmen Vijfhoeven, Haarsteeg, Doeveren                                                         | –                                  |
| Beigeordnete     | Mart van der Poel  | Heusden één                         | Wohnungswesen, Raumplanung, Natur, Umwelt und Müll, Nachhaltigkeit, Bildungshäuser, Finanzen, Pacht und Flurbereinigung, Projekte Zentrumsplan Vlijmen, Gebietsverstärkung Oostelijke Langstraat, Geerpark, Landgut Steenenburg, Viertel Venne-Oost, Nieuwkuijk, Vlijmen Vliedberg, Oudheusden, Herpt | –                                  |
| Gemeindesekretär | Harrie Timmermans  | –                                   | – | seit Juli 2016 im Amt              |

### Städtepartnerschaft
- Otjiwarongo, Namibia

1969 wurden erste Kontakte nach Idstein geknüpft. 1972 wurde eine offizielle Partnerschaft beurkundet. Im Gegensatz zu den anderen Städtepartnerschaften bildete sich aber kein Partnerschaftsverein und die Zusammenarbeit schlief ein. Im Oktober 2012 wurde die Partnerschaft auf Wunsch der Gemeinde Heusden am 29. September 2012 förmlich beendet.

## Berühmte Einwohner der Gemeinde
- Frank van Bommel (* 1962), Jazz- und Improvisationsmusiker, geboren in Vlijmen.
- Lars Boom, Radrenn-Profi, Weltmeister 2008 im Querfeldeinrennen im Radsport, wohnhaft in Vlijmen.
- Toon de Gouw (* 1960), Jazzmusiker, geboren in Vlijmen
- Michael van Gerwen, Dartspieler, PDC-Weltmeister 2014, 2017 und 2019 wohnhaft in Vlijmen.
- Gisbert Voetius (1589–1676), geboren in Heusden und reformierter Pfarrer im Ort 1617–1634